# Universidad de Guelph

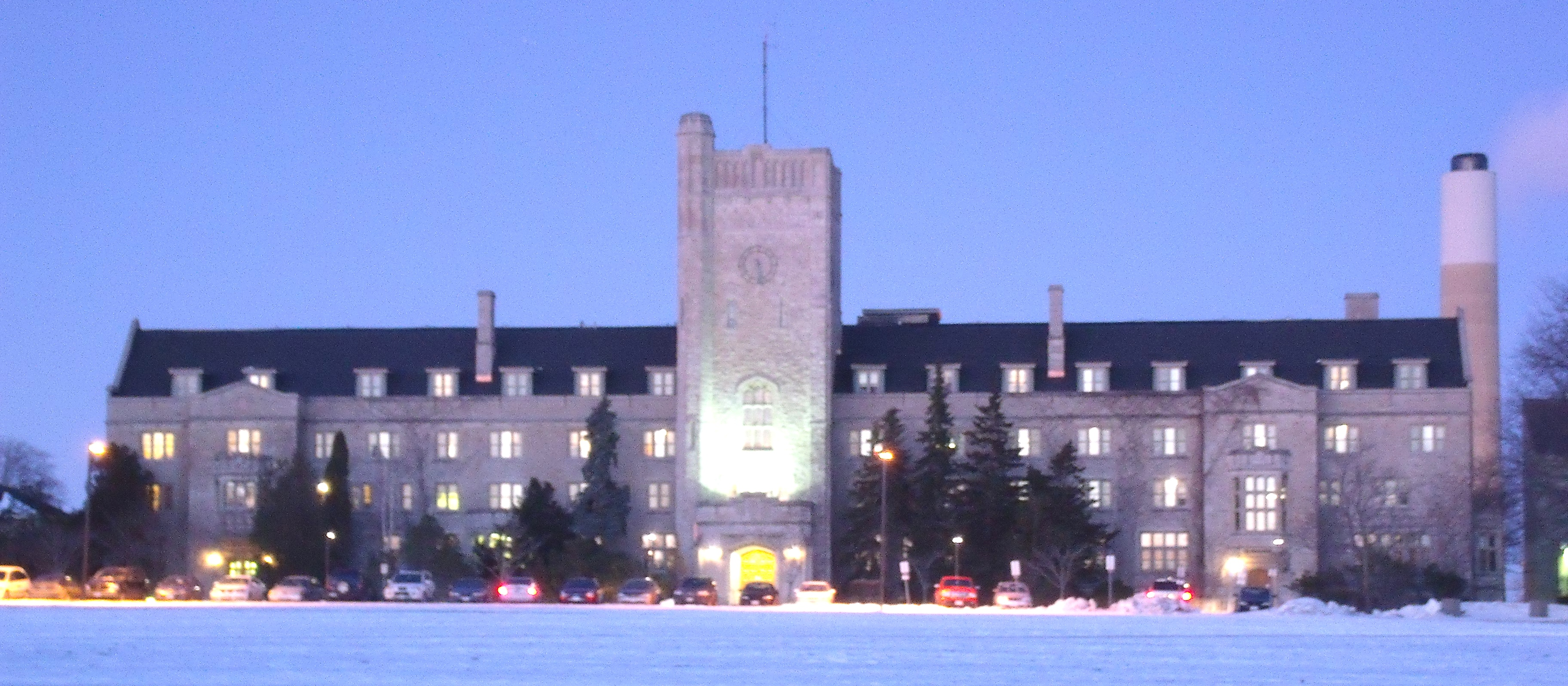
Johnston Hall en invierno

La Universidad de Guelph (U de G), es una universidad pública ubicada en Guelph, Ontario, Canadá. Dentro de las universidades canadienses, es una de las más involucradas en la investigación. 
La Universidad de Guelph es internacionalmente reconocida por sus innovaciones e investigaciones en ciencias biológicas, ciencias agrarias y ciencias veterinarias. El Colegio de Veterinaria de Ontario, uno de los colegios fundadores de la universidad de Guelph, siendo este el más antiguo de Norteamérica (fundado en 1862). Este Colegio de veterinaria es regularmente posicionado entre los 5 mejores del mundo y número 1 en Canadá.

## Educación

### Colegios

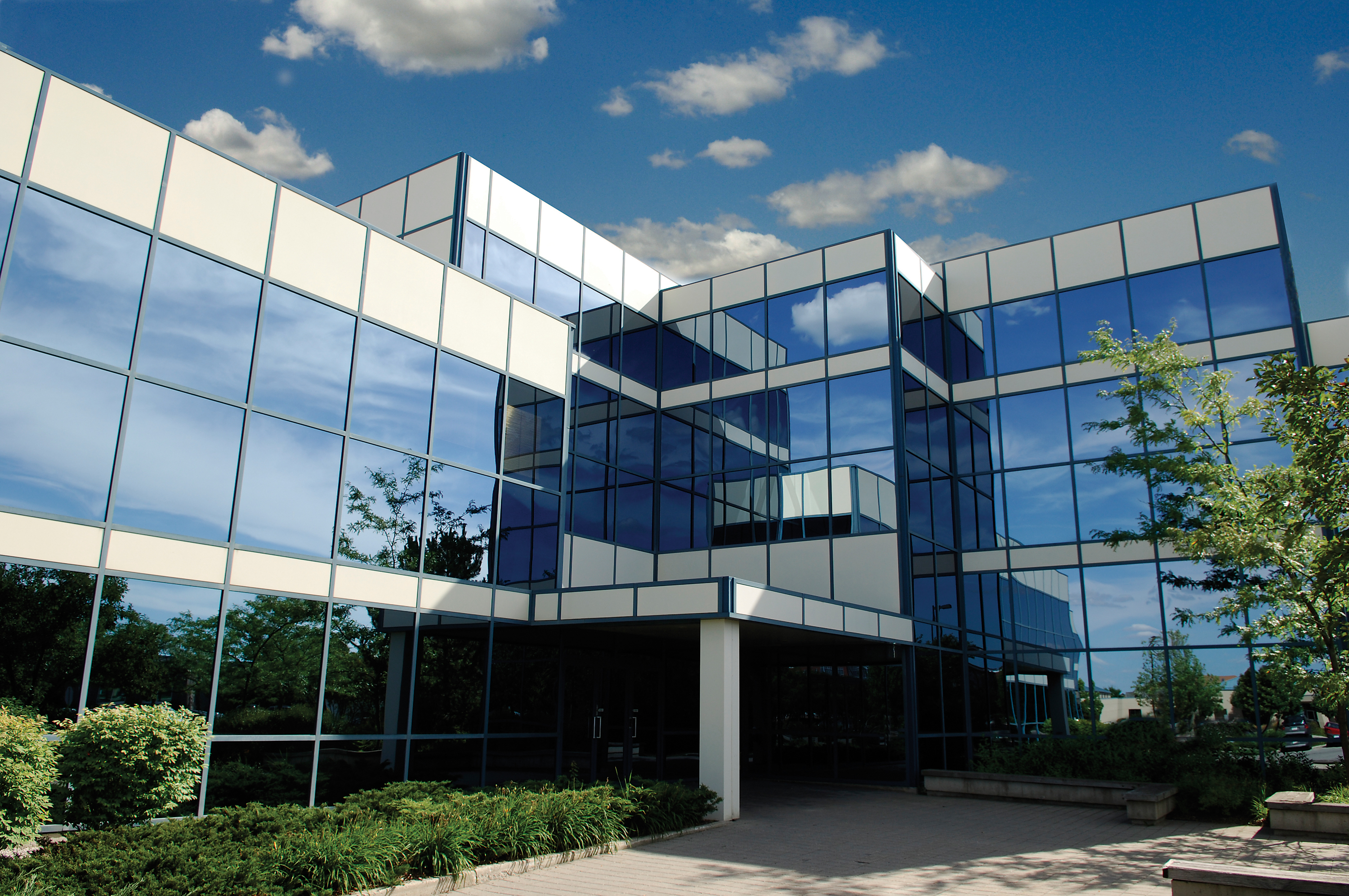
Centro de investigación

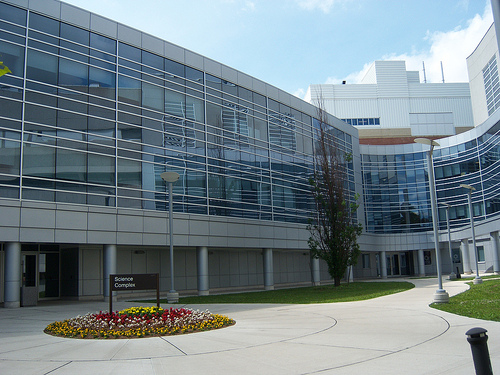
Complejo de Ciencia

La Universidad está dividida en una serie de colegios, los cuales también se dividen en departamentos.
- Colegio de Artes
- Colegio de Ciencias Biológicas
- Colegio de Economía y Administración
- Colegio de Física e Ingeniería
- Colegio de Ciencias Sociales y Humanas Aplicadas
- Colegio de Agricultura de Ontario
- Colegio de Veterinaria de Ontario